# Майдан (Остроленцький повіт)
Майдан (пол. Majdan) — село в Польщі, у гміні Бараново Остроленцького повіту Мазовецького воєводства.
Населення — 96 осіб (2011).
У 1975-1998 роках село належало до Остроленцького воєводства.

## Демографія
Демографічна структура станом на 31 березня 2011 року:
|          | Загалом | Допрацездатний вік | Працездатний вік | Постпрацездатний вік |
| -------- | ------- | ------------------ | ---------------- | -------------------- |
| Чоловіки | 53      | 10                 | 33               | 10                   |
| Жінки    | 43      | 5                  | 22               | 16                   |
| Разом    | 96      | 15                 | 55               | 26                   |